# Suore infermiere dell'Addolorata
Le Suore Infermiere dell'Addolorata, dette di Valduce, sono un istituto religioso femminile di diritto pontificio.

## Storia
La congregazione fu fondata il 27 settembre 1850 presso la chiesa di San Nazaro di Como da Giovannina Franchi (1807-1872).
Le suore presero l'abito religioso nel 1858 e furono approvate come istituto di diritto diocesano il 25 dicembre 1862. Nel 1879 le religiose si stabilirono a Valduce, una zona disabitata alla periferia di Como, e vi fondarono una clinica.
L'istituto ottenne il pontificio decreto di lode il 25 gennaio 1935 e l'approvazione definitiva della Santa Sede l'8 giugno 1942; è aggregato all'ordine cappuccino dal 16 luglio 1942.

## Attività e diffusione
Le suore di Valduce si dedicano all'assistenza spirituale e corporale agli ammalati in cliniche, ospedali e a domicilio e agli anziani nelle case di riposo.
Oltre che in Italia, sono presenti in Svizzera e Argentina; la sede generalizia è a Como.
Alla fine del 2008 la congregazione contava 81 suore in 9 case.